# Jon Connor
Jon Connor (* 13. April 1985 in Flint, Michigan als Jon Kevin Freeman Jr.) ist ein US-amerikanischer Rapper und Songschreiber.

## Leben
Bereits seit 2005 ist Jon Connor als Rapper aktiv. Er veröffentlichte zunächst einige Mixtape-Coverversionen. Insbesondere The Blue Album, bei dem er Beats von Jay-Zs The Blueprint und The Black Album, und The Peoples Rapper LP, bei dem er Beats von Eminem verwendet und beide mit eigenen Texten versieht, machten ihn in der Hip-Hop-Szene bekannt. Zuspruch erhielt er auch von seinem Nachbarn, dem NBA-Star Mateen Cleaves, der dessen Veröffentlichungen über ihr gemeinsames Label All Varsity Music vertrieb. Auf dem Label stehen auch Künstler wie Optiks, Unc Sam, Bearyman und K Wills unter Vertrag. Um 2011 gab es Gerüchte, dass das Majorlabel Def Jam Recordings (Universal Music) den Rapper unter Vertrag nehmen wollte.
Seinen Durchbruch hatte er 2010, als er von Dr Dre und Kendrick Lamar entdeckt und gefördert wurde. Am 2. Juli 2013 veröffentlichte er sein Debütalbum Unconscious State bei All Varsity Music, das auf zwei Charts des Billboard-Magazins landete: auf Platz 7 der Heatseekers Albums und auf Platz 35 der Top R&B/Hip-Hop Albums.
Jon Connor gab eine Vertragsunterzeichnung mit Dr. Dres Label Aftermath Entertainment bei den BET Hip Hop Awards 2013 bekannt. Den Kontakt im Vorfeld hatte Xzibit hergestellt.

## Musikstil

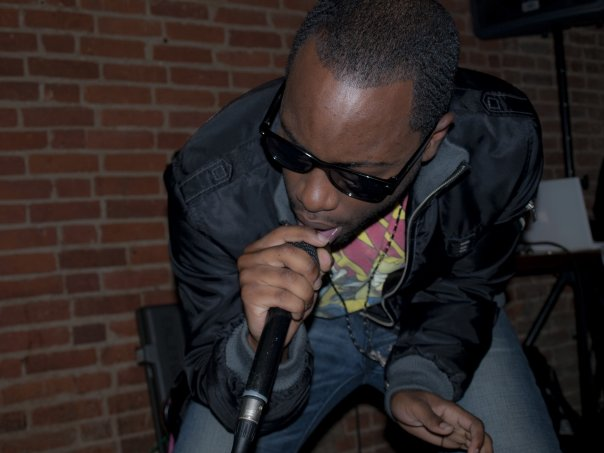
Jon Connor

Jon Connor sagt von sich selbst, er sei in erster Linie Musikfan und erst in zweiter Linie Hip-Hopper. Dementsprechend ist seine Musik durch Einflüsse aus dem Pop, dem Soul, dem Techno, dem Alternative sowie dem Soft Rock geprägt. Als Einflüsse bezeichnete er unter anderem Seal und Cyndi Lauper. Als weitere Einflüsse sind Rapper aus Flint zu nennen, wie MC Breed, The Dayton Family und Top Authority. Dementsprechend finden sich auch solche Samples in seiner Musik, zum Beispiel von Supertramp oder Country-Gitarren-Loop. Auch passt Connor seinen Rapstil dem Thema des Songs an, so verwendet er beispielsweise ab und an auch eine Crooner-artige Gesangsstimme oder rappt tief und hart.

## Diskografie

### Special
- Fresh Water for Flint (featuring Keke Palmer, 2016)

### Studioalben
- 2013: Unconscious State (All Varsity Music)

### Kollaborationsalben
- 2011: Salvation (Downloadalbum mit Rob "Reef" Tewlow, All Varsity Music)

### Singles
- 2011: High
- 2013: Pull the Plug (feat. Statik Selektah)

### Mixtapes (Auswahl)
- 2005: The Calling Pt. 1
- 2006: Everybody Hates Connor
- 2008: The Calling Pt. 2: The Second Coming
- 2010: Jon Connor as Vinnie Chase: Season 1
- 2011: Jon Connor as Vinnie Chase: Season 2
- 2012: The Blue Album
- 2012: The People’s Rapper LP
- 2012: While You Were Sleeping
- 2014: BestInTheWorld: The Late Registration of a College Dropout Who Had a Dark Twisted Fantasy of 808s and Heartbreak
- 2014: BestInTheWorld: A Tribute to The Notorious B.I.G. Vol. 1